# 敖嘉年
敖嘉年（英語：Pierre Ngo Ka Nin，1976年9月26日—），香港男演員、歌手，曾經為香港無綫電視（TVB）部頭合約藝員，曾獲得《萬千星輝頒獎典禮2009》「飛躍進步男藝員」。

## 早年經歷
敖嘉年在藍田邨22座三樓公屋家庭長大，有一姊及一對同父異母的弟妹，父親於一間中式酒樓工作。他的父母早於他14歲時離婚，而敖嘉年童年的主要娛樂為跑山、打乒乓球以及在公共屋邨中攀爬。他因受到父親及叔父的影響而自小習武，曾學習過跆拳道、南方拳術及大聖劈掛門等。小學時代就讀於藍田20座側之司徒氏宗親會學校，初中時代就讀於地利亞修女紀念學校。1994年於威靈頓英文中學中五畢業後，先在香港傳藝中心設計學院報讀兩年制時裝設計基礎課程，再報讀香港專業教育學院沙田分校的時裝設計課程。他在1996年畢業後應徵首飾手袋設計，到製衣廠任助理設計師直到工廠倒閉。敖嘉年之後到HMV當唱片騎師打碟。

## 演藝生涯
敖嘉年曾在1994年參加無綫電視和Pioneer舉辦《歡樂今宵》的Pioneer第四屆亞洲鐳射卡拉OK大賽，之後未知獲得三甲獎項，1995年加入電影行業，跟張叔平在徐克導演電影《刀》內任助理美指。但由於在香港開拍的電影數量不多，工作不太穩定，後來在友人的介紹下，報考1996年香港電台的DJ訓練班；結果在千多個報名者中脫穎而出，成為四位DJ學員其中之一。在香港電台曾主持深夜節目《輕談淺唱不夜天》。他先後在香港電台及新城電台工作數年，受到電台及電視節目主持人洪朝豐賞識，於1998年被邀約做電台的助理。
在電台工作同時，他亦於1996年簽約為無綫電視經理人合約男藝員，初期主力擔當節目主持工作。而他在無綫電視的第一個節目演出便是《城市追擊》的外景主持。1999年，《城市追擊》結束，敖嘉年終被公司安排拍劇，第一套參與的劇集是《封神榜》，飾演「木吒」一角。之後，他斷斷續續拍了多套劇集，但多數是戲份不多的角色，觀眾對他的認識一直不深，戲份較突出的只有《金枝慾孽》的「汪福壽」及《通天幹探》的同性戀者「Toby」。
直至2009年，其後在電視劇《巾幗梟雄》 飾演大少爺「蔣必文」一角而人氣急升，亦在《萬千星輝頒獎典禮2009》上勇奪「飛躍進步男藝員」，亦入圍「最佳男配角」最後五強。其後他在《碧血鹽梟》飾演的胡亭輝、《巾幗梟雄之義海豪情》中飾演命運悲慘、單純善良的「排骨」再次獲得好評，更憑「排骨」一角入圍《萬千星輝頒獎典禮2010》「最佳男配角」最後五強。
2015年，敖嘉年頂替陳國邦接拍《末代御醫》，擔任第二男主角。2016年由經理人合約改簽部頭合約，逐漸轉到中國大陸拍劇。
後為無綫電視監製徐正康的常用演員。2020年1月26日宣布離開無綫，結束與無綫電視近24年之賓主關係，但在十個月後以自由身形式回巢。

## 個人生活
2016年，敖嘉年宣告與相戀16年的圈外女友結婚。2022年2月，敖被揭露疑與藝人蔣家旻發展婚外情，其後他承認已在三年前與太太離婚。

## 作品

### 電視劇
| 首播   | 名稱                     | 角色              |
| ------ | ------------------------ | ----------------- |
| 2001年 | 封神榜                   | 李木吒            |
| 2002年 | 無頭東宮                 | 趙熙              |
| 2002年 | 雲海玉弓緣               | 梁亮康            |
| 2003年 | 十萬噸情緣               | 男主角            |
| 2003年 | 十萬噸情緣               | 參賽者            |
| 2003年 | 衛斯理                   | 黃堂              |
| 2003年 | 富豪海灣非凡情緣         | 鋼琴師            |
| 2004年 | 怪俠一枝梅               | 程石川            |
| 2004年 | 鳳舞香羅                 | 高開              |
| 2004年 | 金枝慾孽                 | 汪福壽（汪公公）  |
| 2004年 | 楚漢驕雄                 | 楚義帝            |
| 2004年 | 皆大歡喜                 | 古惑仔            |
| 2005年 | 心花放                   | 記者              |
| 2005年 | 秀才遇著兵               | 高明              |
| 2005年 | 奇幻潮                   | 陳醫生            |
| 2005年 | 胭脂水粉                 | 祝有邦            |
| 2005年 | 隨時候命                 | 康友華            |
| 2005年 | 開心賓館                 | 寫意旅遊職員      |
| 2006年 | 覆雨翻雲                 | 葉素冬            |
| 2006年 | 天幕下的戀人             | 阿Lung            |
| 2006年 | 法證先鋒                 | 譚偉昇            |
| 2006年 | 上海傳奇                 | 游閘北            |
| 2007年 | 迎妻接福                 | 曾德健            |
| 2007年 | 通天幹探                 | 關迪安（Toby）    |
| 2007年 | 律政新人王II             | 范振庭            |
| 2008年 | 野蠻奶奶大戰戈師奶       | Joe               |
| 2008年 | 少年四大名捕             | 洪勁              |
| 2009年 | 巾幗梟雄                 | 蔣必文（大少爺）  |
| 2009年 | 碧血鹽梟                 | 胡亭輝（三少爺）  |
| 2010年 | 五味人生                 | 關哲嚴            |
| 2010年 | 摘星之旅                 | 海亮（青年）      |
| 2010年 | 翻叮一族                 | 危賜安（Horace）  |
| 2010年 | 巾幗梟雄之義海豪情       | 唐吉（排骨）      |
| 2011年 | 仁心解碼                 | 阮文翰／阮文浩    |
| 2011年 | 魚躍在花見               | 魚至寶            |
| 2011年 | 花花世界花家姐           | 陸浩昌（Mike）    |
| 2011年 | 九江十二坊               | 宋子駿            |
| 2012年 | 賭海迷徒2012之“冠軍爸爸” | Vincent           |
| 2012年 | 飛虎                     | 陳力恆（力王）    |
| 2012年 | 回到三國                 | 孫權              |
| 2012年 | 造王者                   | 趙貴誠（太子）    |
| 2013年 | 神探高倫布               | 包平安            |
| 2013年 | 情逆三世緣               | 袁規（袁世三）    |
| 2014年 | 新抱喜相逢               | 連祉傑            |
| 2014年 | 寒山潛龍                 | 牛大力            |
| 2014年 | 大藥坊                   | 杜茸              |
| 2015年 | 鬼同你OT                 | 陳查理（Charlie） |
| 2015年 | 梟雄                     | 毛冠潮            |
| 2016年 | 鐵馬戰車                 | 榮德謙            |
| 2016年 | 末代御醫                 | 光緒              |
| 2016年 | 來自喵喵星的妳           | 曾紹仁            |
| 2017年 | 心理追兇 Mind Hunter     | 胡天揚（Win Sir） |
| 2017年 | 同盟                     | 令家就（Ricky）   |
| 2019年 | 廉政行動2019             | 張達全            |
| 2019年 | 好日子                   | 齊億章（青年）    |
| 2021年 | 伙記辦大事               | 戴政仁            |
| 2021年 | 欺詐劇團                 | 陳志揚            |
| 2022年 | 鐵拳英雄                 | 金耀龍            |
| 2022年 | 野人老師                 | 陳定堅            |

### 綜藝節目
- 1996-1999年：城市追擊 - 主持
- 2000年：星晨旅遊菲律賓真的感受 - 主持
- 2001年：星晨旅遊日本北海道真的感受 - 主持
- 2002年：星晨旅遊上海、杭州真程趣 - 主持
- 2002年：星晨旅遊韓國真程趣 - 主持
- 2005-2007年：娛樂直播 - 主持
- 2016年：星級打工時代（星級健康3之星夢成真）- 主持
- 2017年：全城躍動 第六屆全港運動會開幕典禮
- 2017年：玩轉香港日與夜 - 主持

### 電影
- 2009年：《Laughing Gor之變節》飾撈輝
- 2010年：《葉問2》飾梁根
- 2010年：《抱抱俏佳人》飾WING
- 2013年：《2013我愛HK 恭喜發財》飾花旦王
- 2014年：《真假鐵馬騮》
- 2016年：《盜墓筆記》
- 2018年：《葉問4》飾梁根
- 2020年：《拳道》
- 2023年：《風再起時》 飾 阿誠（刪剪片段）
- 2024年，《猛龍傳》 飾 聽障跑手父親

### 微電影
- 2021年： 第八屆【微電影「創＋作」支援計劃（音樂篇）】《有拖冇欠》 飾演：黃文標（與郭爾君、黃文標等）

### 從未出版歌曲
- 2005年：忠肝義膽（無綫電視劇《肝膽崑崙》國語主題曲）
- 2008年：奮勇的戰士（無綫卡通片《新宇宙飛龍》主題曲）
- 2013年：意想不到（無綫電視劇《情逆三世緣》片尾曲）
- 2020年：星空倒轉七十年（翻唱羅嘉良歌曲）
- 2021年：不拖不欠（「音樂永續」作品，翻唱鄭秀文歌曲）

### MTV
- 2010年：有誰來愛我 - 泳兒

## 獎項

### 萬千星輝頒獎典禮
| 年份   | 頒獎                 | 獎項           | 劇集               | 角色              | 結果             |
| ------ | -------------------- | -------------- | ------------------ | ----------------- | ---------------- |
| 2009年 | 萬千星輝頒獎典禮2009 | 飛躍進步男藝員 | 巾幗梟雄、碧血鹽梟 | 蔣必文、胡亭輝    | 獲獎             |
| 2009年 | 萬千星輝頒獎典禮2009 | 最佳男配角     | 巾幗梟雄           | 蔣必文            | 提名（最後五強） |
| 2010年 | 萬千星輝頒獎典禮2010 | 最佳男配角     | 巾幗梟雄之義海豪情 | 唐吉（排骨）      | 提名（最後五強） |
| 2011年 | 萬千星輝頒獎典禮2011 | 最佳男配角     | 九江十二坊         | 宋子駿            | 提名（最後五強） |
| 2013年 | 萬千星輝頒獎典禮2013 | 最佳男配角     | 情逆三世緣         | 袁規/袁世三       | 提名             |
| 2015年 | 萬千星輝頒獎典禮2015 | 最佳男配角     | 鬼同你OT           | 陳查理（Charlie） | 提名             |

### MY AOD我的最愛頒獎典禮
| 年份   | 頒 獎                      | 獎項                   | 劇集               | 角色         | 結果 |
| ------ | -------------------------- | ---------------------- | ------------------ | ------------ | ---- |
| 2010年 | MY AOD我的最愛頒獎典禮2010 | 我的最愛電視男配角     | 巾幗梟雄之義海豪情 | 唐吉（排骨） | 獲獎 |
| 2011年 | MY AOD我的最愛頒獎典禮2011 | 我的最愛電視男配角     | 九江十二坊         | 宋子駿       | 提名 |
| 2012年 | MY AOD我的最愛頒獎典禮2012 | 我的最愛十五大電視角色 | 造王者             | 趙貴誠       | 提名 |
| 2012年 | MY AOD我的最愛頒獎典禮2012 | 我的最愛電視男配角     | 造王者             | 趙貴誠       | 提名 |

## 外部連結
- 敖嘉年的Facebook專頁
- 敖嘉年的Instagram帳戶
- 敖嘉年的新浪微博